# Clavinet

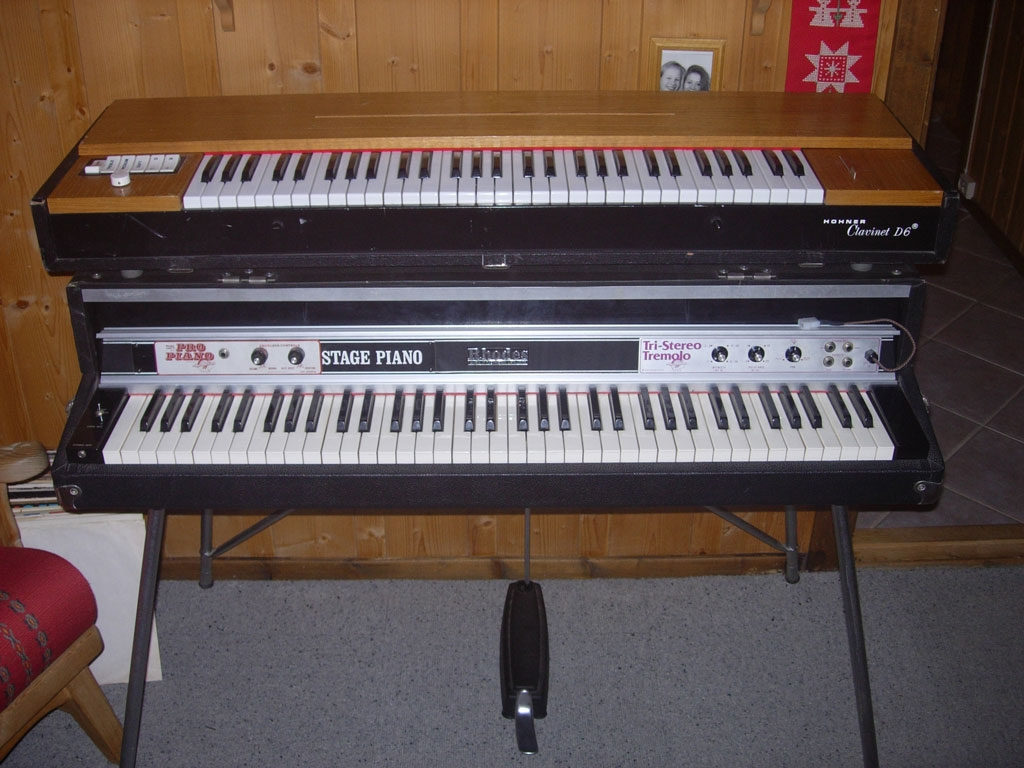
Oben: Hohner Clavinet D6; unten: Fender Rhodes

Ein Clavinet (auch Klavinet) ist ein analoges, elektro-mechanisches Tasteninstrument mit 60 Tasten und wurde von Hohner in Deutschland gebaut. Es wurde 1964 von Ernst Zacharias erfunden. Das als „Elektrisches Clavichord“, dessen Klang es imitieren sollte, entwickelte Clavinet wurde besonders in den 1970er Jahren bei vielen Funk- und Rock-Aufnahmen eingesetzt.

## Tonerzeugung

Funktionsprinzip des Clavinets: 1: Stimmmechanik; 2: Dämpferumwicklung; 3: Tangente; 4: Amboss; 5: Taste; 6: Saite; 7: Tonabnehmer; 8: Saitenhalter

Das Clavinet hat für jeden Ton eine diagonal gespannte, stimmbare Saite, die an einem Ende mit Wolle zur Schwingungsdämpfung umwickelt ist. Unter jeder Taste der Klaviatur befindet sich ein Bolzen (Tangente), der beim Drücken der Taste die Saite auf einen kleinen Amboss schlägt. Die Saite schwingt nun im ungedämpften Teil und wird dort über einen elektromagnetischen Tonabnehmer (entsprechend einem Pickup der E-Gitarre) abgenommen. Durch Loslassen der Taste wird die gesamte Saite wieder gedämpft. Lautstärke und Charakter des Tons können bewusst durch die Anschlagstärke beeinflusst werden. Aufgrund erzeugter Nebengeräusche bei dieser Tonerzeugung (ein deutlich hörbares „Plopp-Geräusch“) entsteht ein charakteristischer „Release-Sound“, der von vielen Spielern erwünscht ist und als wichtiges Element des Klanges aufgefasst wird. Es ist möglich, das Instrument mit einem Whammy Bar auszustatten, damit ein gitarrenähnliches Bending möglich wird (bekannt durch George Duke).
Das Clavinet hat eine eingebaute Vorverstärker-Filter-Elektronik, die per 9-V-Batterie oder entsprechendem Netzteil betrieben wird. Bei den Modellen D6 und E7 befinden sich links von der Klaviatur die Taster zur Einstellung des Klanges. Sie sind beschriftet mit „Brillant“, „Treble“, „Medium“ und „Soft“ sowie „A/B“ und „C/D“ und lassen eine schnelle Änderung des Klangcharakters zu.
Zur Beschallung eines Raumes benötigt das Clavinet einen entsprechenden Leistungsverstärker und nachfolgenden Lautsprecher.

## Versionen
Es gibt verschiedene Versionen des Clavinets, die über die Jahre auf den Markt gekommen sind:
- Hohner Clavinet I
- Hohner Clavinet II
- Hohner Clavinet L
- Hohner Clavinet C
- Hohner Clavinet D6, das wohl am meisten verbreitet ist
- Hohner Clavinet E7, das dem D6 sehr ähnlich ist
- Hohner Clavinet/Pianet Duo, das eine Kombination aus Clavinet und Pianet ist; hier kann man entweder eines der beiden Instrumente spielen oder auch stufenlos mischen.

## Verwendung
(Auswahl)
- Stevie Wonder: Superstition
- Bill Withers: Use me
- Billy Preston: Outa Space
- Sun Ra: Atlantis
- Wolfgang Dauner: Rischka’s Soul
- Herbie Hancock: Chameleon
- Maceo Parker: To Be Or Not to Be
- Lonnie Liston Smith: Voodoo Woman
- Tina Turner: Nutbush City Limits
- Nina Hagen Band: Auf’m Bahnhof Zoo im Damenklo
- Pink Floyd: Shine On You Crazy Diamond
- Steely Dan: Kid Charlemagne, Black Cow[3]
- Elvis Presley: Promised Land
- Red Hot Chili Peppers: Warlocks[4]
- Commodores: Machine Gun
- Led Zeppelin: Trampled Under Foot
- The Band: Up on Cripple Creek
- Klaus Doldinger: Tatort Abspann-Melodie (frühe Folgen)

## Hörbeispiele
- Hörbeispiele im Ogg-Vorbis-Format:
  -  Aufnahme eines Clavinets D6 mit wechselnden Pickup-Einstellungenⓘ/?